# 太平洋眶燈魚
太平洋眶灯鱼（学名：Diaphus pacificus）为輻鰭魚綱燈籠魚目灯笼鱼科的其中一種，分布於太平洋區，包括臺灣、紐西蘭、夏威夷群島、墨西哥、秘魯、巴拿馬、薩爾瓦多、哥倫比亞、宏都拉斯、尼加拉瓜及厄瓜多等海域，屬深海魚類。

## 扩展阅读
維基物種上的相關：太平洋眶灯鱼